# Lycosa tarantula
Lycosa tarantula este o specie de păianjeni din genul Lycosa, familia Lycosidae. A fost descrisă pentru prima dată de Linnaeus, 1758. Conține o singură subspecie: L. t. carsica.